# Shia LaBeouf
Shia Saide LaBeouf (Los Angeles, Kalifornia, 1986. június 11. –) amerikai színész.

## Élete és pályafutása
Édesapja Jeffrey LaBeouf vietnámi veterán, édesanyja Shayna Saide hajdani táncosnő és ékszertervező. Egyedüli gyerek. A szülők elváltak, LaBeouf édesanyjával él szülővárosában. Iskoláit is itt végezte el.
Karrierjét stand-up comedyvel kezdte, kávéházakban és hasonló helyeken lépett fel. Egy nap látta az egyik barátját szerepelni a Quinn doktornő, a varázsló című sorozatban, és akkor határozta el, hogy színész lesz. Édesanyjával már másnap elkezdtek ügynökségeket keresni. Egyet fel is hívtak, és említették LaBeouf komikusi rutinját. Az ügynökségnek megtetszett a fiú, beregisztrálták, és elkezdett meghallgatásokra járni. A Disney csatornán játszott Even Stevens (2000) című sorozattal vált ismertté, és alakításáért Daytime Emmy-díjat is kapott.

## Filmográfia

### Film
| Év   | Magyar cím                                    | Eredeti cím                                        | Szerep                          | Magyar hang     |
| ---- | --------------------------------------------- | -------------------------------------------------- | ------------------------------- | --------------- |
| 1984 | A szél harcosai                               | Nausicaä of the Valley of the Wind                 | Asbel (angol hangja)            |                 |
| 1998 |                                               | The Christmas Path                                 | Cal                             |                 |
| 1998 |                                               | Monkey Business                                    | Wyatt                           |                 |
| 2003 | Stanley, a szerencse fia                      | Holes                                              | Stanley Yelnats IV              | Simonyi Balázs  |
| 2003 | Dumb és Dumber – Miből lesz a dilibogyó       | Dumb and Dumberer: When Harry Met Lloyd            | Lewis                           | Bódy Gergely    |
| 2003 | Charlie angyalai: Teljes gázzal               | Charlie's Angels: Full Throttle                    | Max Petroni                     | Moser Károly    |
| 2003 | Háborúzni mentem, Kelly!                      | The Battle of Shaker Heights                       | Kelly Ernswiler                 |                 |
| 2004 | Én, a robot                                   | I, Robot                                           | Farber                          | Hamvas Dániel   |
| 2005 | Constantine, a démonvadász                    | Constantine                                        | Chas Chandler                   | Tóth Barnabás   |
| 2005 | Ütős játék                                    | The Greatest Game Ever Played                      | Francis Ouimet                  | Simonyi Balázs  |
| 2006 | Őrangyallal, védtelenül                       | A Guide to Recognizing Your Saints                 | Dito Montiel fiatalon           | Simonyi Balázs  |
| 2006 | Bobby Kennedy – A végzetes nap                | Bobby                                              | Cooper                          | Hamvas Dániel   |
| 2007 | Disturbia                                     | Disturbia                                          | Kale Brecht                     | Markovics Tamás |
| 2007 | Vigyázz, kész, szörf!                         | Surf's Up                                          | Cody Maverick (hangja)          | Czető Roland    |
| 2007 | Transformers                                  | Transformers                                       | Sam Witwicky                    | Markovics Tamás |
| 2008 | Indiana Jones és a kristálykoponya királysága | Indiana Jones and the Kingdom of the Crystal Skull | Henry "Mutt Williams" Jones III | Hamvas Dániel   |
| 2008 | Sasszem                                       | Eagle Eye                                          | Jerry Shaw / Ethan Shaw         | Hamvas Dániel   |
| 2009 | Transformers: A bukottak bosszúja             | Transformers: Revenge of the Fallen                | Sam Witwicky                    | Markovics Tamás |
| 2009 | Szeretlek, New York                           | New York, I Love You                               | Jacob                           | Varju Kálmán    |
| 2010 | Tőzsdecápák – A pénz nem alszik               | Wall Street: Money Never Sleeps                    | Jake Moore                      | Hamvas Dániel   |
| 2011 | Transformers 3.                               | Transformers: Dark of the Moon                     | Sam Witwicky                    | Markovics Tamás |
| 2012 | Fékezhetetlen                                 | Lawless                                            | Jack Bondurant                  | Hamvas Dániel   |
| 2012 | A hallgatás szabálya                          | The Company You Keep                               | Ben Shepard                     | Hamvas Dániel   |
| 2013 | Halálos szerelem                              | Charlie Countryman                                 | Charlie Countryman              | Hamvas Dániel   |
| 2013 | A nimfomániás                                 | Nymphomaniac                                       | Jerôme Morris                   | Eredeti hangon  |
| 2014 | Harag                                         | Fury                                               | Boyd Swan                       | Hamvas Dániel   |
| 2015 | Egy katona élete                              | Man Down                                           | Gabriel Drummer                 | Hamvas Dániel   |
| 2016 |                                               | American Honey                                     | Jake                            |                 |
| 2017 | Borg/McEnroe                                  | Borg vs McEnroe                                    | John McEnroe                    | Hamvas Dániel   |
| 2019 | Honey Boy                                     | Honey Boy                                          | James Lort                      | Kaszás Gergő    |
| 2019 | Mogyoróvaj Sólyom                             | The Peanut Butter Falcon                           | Tyler                           | Hamvas Dániel   |
| 2020 | Az adószedő                                   | The Tax Collector                                  | Creeper                         |                 |
| 2020 | Pieces of a Woman                             | Pieces of a Woman                                  | Sean Carson                     | Nagy Zsolt      |
| 2022 |                                               | Padre Pio                                          | Pietrelcinai Szent Pio          |                 |
| 2024 | Megalopolisz                                  | Megalopolis                                        | Clodio Pulcher                  |                 |
| 2025 | Henry Johnson                                 | Henry Johnson                                      | Gene                            |                 |
| 2025 |                                               | Salvable                                           | Vince                           |                 |

### Rövid- és dokumentumfilmek
| Év   | Cím                             | Szerep            | Megjegyzés                                   |
| ---- | ------------------------------- | ----------------- | -------------------------------------------- |
| 2004 | Let's Love Hate                 | –                 | - forgatókönyvíró és rendező - rövidfilm     |
| 2008 | The Smallest River in Almirante | –                 | - vezető producer - rövidfilm                |
| 2011 | Born Villain                    | –                 | - rendező és társforgatókönyvíró - rövidfilm |
| 2011 | Maniac                          | A rendező         | - rendező - rövidfilm                        |
| 2012 | Radioman                        | Önmaga            | dokumentumfilm                               |
| 2012 | Howard Cantour.com              | –                 | - rendező - dokumentumfilm                   |
| 2016 | LoveTrue                        | –                 | - vezetőproducer - dokumentumfilm            |
| 2016 | Everyday Performance Artists    | Narrátor (hangja) | rövidfilm                                    |
| 2018 | #TAKEMEANYWHERE                 | Önmaga            | - rendező és producer - dokumentumfilm       |
| 2021 | A Man Named Scott               | Önmaga            | dokumentumfilm                               |
| 2025 | Slauson Rec                     | Önmaga            | dokumentumfilm                               |

### Televízió
| Év        | Magyar cím                                | Eredeti cím             | Szerep                   | Megjegyzés                                   |
| --------- | ----------------------------------------- | ----------------------- | ------------------------ | -------------------------------------------- |
| 1998      | Caroline New Yorkban                      | Caroline in the Cit     | Ethan                    | 1 epizód                                     |
| 1998      | Reggeli Einsteinnel!                      | Breakfast with Einstein | Joey                     | tévéfilm                                     |
| 1999      | Jesse                                     | Jesse                   | Moe                      | 1 epizód                                     |
| 1999      |                                           | Everything's Relative   | Marty fiatalon           | 1 epizód                                     |
| 1999      | Szeleburdi Susan                          | Suddenly Susan          | Ritchie                  | 1 epizód                                     |
| 1999      | Angyali érintés                           | Touched by an Angel     | Johnny                   | 1 epizód                                     |
| 1999      | X-akták                                   | The X-Files             | Richie Lupone            | 1 epizód                                     |
| 2000      | Vészhelyzet                               | ER                      | Darnel Smith             | 1 epizód                                     |
| 2000      | Különcök és stréberek                     | Freaks and Geeks        | Herbert, a kabalafigura  | 1 epizód                                     |
| 2000–2003 | Even Stevens                              | Even Stevens            | Louis Anthony Stevens    | 65 epizód                                    |
| 2001      | Kutya ellen nincs orvosság                | Hounded                 | Ronny van Dussel         | - tévéfilm - magyar hangja: - Czető Roland   |
| 2001      |                                           | The Nightmare Room      | Dylan Pierce             | 1 epizód                                     |
| 2002      | A Büszke család                           | The Proud Family        | Johnny McBride (hangja)  | 1 epizód                                     |
| 2002      |                                           | Tru Confessions         | Eddie Walker             | tévéfilm                                     |
| 2003      | A nagy átverés                            | The Even Stevens Movie  | Louis Anthony Stevens    | - tévéfilm - magyar hangja: - Borbíró András |
| 2003      | Project Greenlight – Induljon a forgatás! | Project Greenlight      | Önmaga / Kelly Ernswiler | 2. évad                                      |
| 2003      |                                           | Say What? Karaoke       | vendégbíró               | 3 epizód                                     |
| 2005      |                                           | Total Request Live      | Önmaga (társ-házigazda)  | 1 epizód                                     |
| 2007      | Saturday Night Live                       | Saturday Night Live     | Önmaga (házigazda)       | 1 epizód                                     |
| 2008      | Saturday Night Live                       | Saturday Night Live     | Önmaga (házigazda)       | 1 epizód                                     |

## Díjak és jelölések
- BAFTA Awards
  - 2008. Rising Star
- Chicago International Children's Film Festival
  - 2004. legjobb rövidfilm vagy videó (Let's Love Hate) (második helyezés)
- Daytime Emmy Awards
  - 2003. kiemelkedő alakítás gyereksorozatok kategóriában (Even Stevens)
- Gijón International Film Festival
  - 2006. legjobb színész (Őrangyallal védtelenül) /megosztva/
- Hollywood Film Festival
  - 2006. Ensemble of the Year (Bobby) /megosztva/
- Newport International Film Festival
  - 2005. Shorts for Teens (Let's Love Hate)
- Sundance Film Festival
  - 2006. legjobb alakítás (Őrangyallal, védtelenül) /megosztva/
- Teen Choice Awards
  - 2007. legjobb színész horror/thriller kategóriában (Disturbia)
  - 2007. legjobb feltörekvő színész (Transformers, Őrangyallal, védtelenül, Disturbia)